# En mil pedazos
En mil pedazos (A Million Little Pieces) es el nombre del libro en que James Frey, un joven drogadicto norteamericano, novelizó sus memorias acerca del proceso de rehabilitación que vivió en una reconocida clínica.

## James Frey
Nació en Cheveland, Ohio en el año 1969. Su infancia la pasó entre su estado natal y Michigan; aunque también vivió un tiempo en Boston, Sao Pablo, Londres, París, Los Ángeles, entre otros lugares.
En 1988 se graduó de la secundaria para seguir sus estudios en la Universidad de Denison y posteriormente en el Instituto de Arte de Chicago, donde trabajó en varias oportunidades.
Frey ha sido guionista, director y también productor en Los Ángeles. Luego de que su casa fue hipotecada, se dedicó a escribir “A Million Little Pieces”. Su primera publicación oficial fue en el año 2003 para luego posicionarse en el primer lugar en The New York Times como mejor best-sellers por quince semanas consecutivas.
Debido al gran éxito de su libro, Frey escribió otro; pero esta vez con las memorias de su amigo Leonard que conoció en el centro de rehabilitación.
My Friend Leonard fue lanzado el año 2005 y como era de esperar, se posicionó en el quinto lugar dentro de los libros más favoritos según los editores de Amazon.
Actualmente James vive en New York con su esposa, hija y dos perros.

## En mil pedazos.
El mismo Frey lo considera como un libro de memorias en el que da a conocer su lucha por abstenerse del alcohol y otras drogas cuando apenas tenía 23 años de edad.
Desde su lanzamiento en los Estados Unidos, fue todo un éxito gracias a la crudeza con la que nos relata su vida. Sin embargo, tras una investigación de varios meses se descubrió que el autor inventó más de algún pasaje del libro, por lo que levantó una gran controversia a nivel nacional. Fue juzgado en diferentes medios de prensa y programas de televisión; como el reconocido Show de Oprah, por ejemplo.
Independientemente de esto, ha sido publicado en veintinueve idiomas en todo el mundo y ha vendido más de 5 millones de libros.

## Argumento.
Todo empieza cuando Frey despierta en un avión sin saber donde iba ni qué le había pasado. Sentía un gran dolor en su rostro, se lo tocó delicadamente y se dio cuenta de que le faltaban 4 dientes delanteros, que tenía los labios hinchados y la nariz torcida. Cuando aterrizó se encontró con sus padres, lo subieron a un auto y lo llevaron a un lugar que el desconocía por completo. No tardó en darse cuenta de que era una clínica y que su familia lo internó como última medida al no poder hacer nada más por él.
Pasó días, levantándose en la noche para ir arrastrándose al baño y vomitar una especie de líquido que nunca logró descifrar lo que era, sólo supuso que eran partes muertas de su organismo, que necesitaban salir por alguna parte.
Todo este primer proceso de intentar dejar las drogas se hizo complejo y muy doloroso. Es importante señalar que cuando él llegó a internarse, lo hizo en pésimas condiciones. Debió someterse a distintos tratamientos y cirugías sin ningún tipo de anestesia debido a que si la combinaba con los medicamentos que ingería, podría haber muerto.
Junto con lo que va sucediendo dentro del centro de rehabilitación, James nos va contando parte de su vida, como la primera vez que se drogó con marihuana a los 12 años y cuando empezó a hacer del whisky y el crack su dieta diaria. También señala todas las veces en que fue arrestado y los muchos cargos que tenía a la fecha.
Volviendo a su estancia en el centro, Frey tuvo que enfrentarse a diferentes imposiciones, charlas terapéuticas y tareas, como limpiar el baño por ejemplo.
A pesar de tener la opción de fumar y tomar café dentro del recinto, Frey no soportaba sus reiterados sueños de volver a drogarse. Sin embargo, estaba decidido a no volver a hacerlo nunca más en su vida, sabía que le costaría, pero también sabía que podría llevar su vida sin drogas, que podría comenzar a vivir.
Con los meses aprendió a mitigar el dolor, aunque su recuperación fue lenta y muy sufrida, logró ponerse de pie. De pronto se vio rodeado de nuevas amistades que vivían el mismo proceso y logró apoyarse un poco en ellas.
Después de meses y a pesar de tener estrictamente prohibido relacionarse con mujeres, conoció justamente a una. Lilly era su nombre, una interna que también tuvo que lidiar con una vida difícil.
En cuanto a su familia, a través de agotadoras charlas logró mejorar un poco su relación con ella.
Finalmente James cumplió su período de rehabilitación y comenzó a vivir, a vivir como nunca antes lo había hecho.
De todos sus amigos internos, él es el único que sigue con vida.

## Técnicas Narrativas.
Utilizando el flash-back como principal tiempo narrativo, Frey hace que la lectura sea rápida y muy sencilla.
Como método narrativo destacable, ocupa en más de una ocasión la corriente de la conciencia.
Para darle más énfasis a situaciones y palabras que él considera importantes, escribe reiteradas veces con mayúscula:

Empiezo a Temblar.

Generalmente omite puntos y comas por lo mismo, para darle mayor interés a lo que está diciendo. Además, con el mismo fin, reitera muchas veces la misma palabra o hace un uso excesivo de la conjunción "y":

No tengo dientes y me estoy mordiendo y hay sombras y luces brillantes y destellos y gritos y bichos, bichos, más bichos.

## La controversia
"En mil pedazos" es un libro crudo, y más aún cuando tenemos la noción de que es una autobiografía la que está siendo relatada.
En septiembre del 2005, James fue invitado al programa de la presentadora estadounidense Oprah Winfrey, donde fue altamente valorado por su récord en ventas, liderando la lista de libros de no-ficción de los últimos 10 años.
La gran polémica saltó en enero del 2006, cuando el sitio web The Smoking Gun informó que Frey tergiversó algunos hechos e inventó otros.
Por ejemplo, que debió soportar una operación dental sin anestesia o que era buscado por la policía en tres estados: Michigan, Ohio y Carolina del Norte. Indignada, Oprah lo trató de mentiroso, de querer pasar gato por liebre al vender ficción por autobiografía.
Después de aquel incidente, el autor decidió reconocer públicamente que inventó algunas partes del libro, pero que aun así nada se comparaba con su dolorosa estadía en el centro de rehabilitación
“Sigo defendiendo mi libro, sigo afirmando que se trata de mi historia” afirmó el 26 de enero de 2006 en el programa de CNN “Larry King Live”.
Fue en ese preciso instante, cuando Oprah Winfrey - quién lo había atacado en su propio programa-, llamó para darle su apoyo.
Nuevamente en el centro de la polémica, Winfrey se reiteró en sus disculpas e invitó nuevamente a Frey a su programa. Él por su parte, una vez más admitió su error:
"Construí una imagen recia de mí mismo como mecanismo para luchar contra la adicción. Y cuando escribí el libro me aferré a esa imagen en lugar de hacer una adecuada introspección".
Finalmente reconoció haber mandando su libro a la editorial bajo el concepto de unas memorias porque esta no mostraban interés por una novela.
Pero esto no término aquí. Después del reconocimiento público de Frey, la editorial original del libro, decidió reembolsar el dinero a cualquier persona que hubiera comprado el libro. Dado que muchos lectores se sintieron engañados tras informarse que “En mil pedazos” no era más que otra novela de ficción.
Finalmente, lo único que es verídico son los arrestos que tuvo el autor.
Todo los demás: las muertes, las drogas, su relación con “Lilly” entre otras cosas, invención.
Sólo nos queda confiar en la palabra de Frey.